# Michael Kunert
Michael Kunert (* 14. Mai 1954 in Leipzig) ist ein deutscher Maler und Grafiker.

## Leben und Werk
Kunert machte von 1971 bis 1973 in Leipzig eine Ausbildung zum Industriebuchbinder (Facharbeiter für buchbinderische Weiterverarbeitung). Danach arbeitete er bis 1983 in diesem Beruf. Von 1978 bis 1983 studierte er an der Hochschule für Grafik und Buchkunst Leipzig bei Dietrich Burger, Hartwig Ebersbach, Wolfgang Peuker und Heinz Wagner. Seitdem arbeitet er freischaffend in Leipzig. 1983 gehörte er zu den Künstlern, die durch Versteigerungserlöse aus Kunstspenden zur Finanzierung der Gründung der heute berühmten Galerie EIGEN+ART durch Gerd Harry Lybke beitrugen. Von 1985 bis 1987 machte Kunert bei Horst Arloth und Michael Wiesner ein Zusatzstudium in den druckgrafischen Werkstätten der Hochschule für Grafik und Buchkunst. Kunert war von 1986 bis 1990 Mitglied im Verband Bildender Künstler der DDR und hatte in der Zeit der DDR eine bedeutende Zahl von Einzelausstellungen und Ausstellungsbeteiligungen.
1991 hatte er zusammen mit Neo Rauch, Roland Borchers, Wolfgang Henne und Peter Lang das Projekt „Harzreise: auf den Spuren Heinrich Heines durch den ungeteilten Harz.“ 1993 erhielt Kunert ein Eduard-Bargheer-Stipendium. Für keramische Arbeiten hielt er sich 1994 beim Kulturförderungsverein Schaddelmühle auf. Von 1998 bis 2004 übte er eine Lehrtätigkeit am Leipziger Kreativitätszentrum des Bildungs- und Forschungsinstitutes von Hans-Georg Mehlhorn aus.
Studienreisen führten ihn u. a. 1987 nach Island, 1988 in die Bundesrepublik und nach Frankreich, 1989 nach Kuba und 1992 nach Italien. 1990 hielt er sich vier Wochen beim Kunstverein Kehdingen in Freiburg (Elbe) auf.
Kunerts Bilder sind thematisch und stilistisch deutlich von Max Beckmann beeinflusst. Kunert sagt: „Beckmann war für mich immer schon wichtig“.

## Rezeption
„Kunerts Stadtlandschaften und die Figuren, die diese bevölkern, lassen an die Weimarer Republik, an Max Beckmann denken. Die Kälte der Stadt und ihr maschineller Betrieb sind allgegenwärtig in Kunerts Malerei. Männer mit steifem Hut, bei denen man nicht weiß, ob sie Bürger sind oder Agenten einer wachsamen Macht: Diese Figuren könnten dem Film Noir entsprungen sein. Oder auch unserer Gegenwart, die fast unbegrenzte Möglichkeiten der Überwachung bietet.“

## Werke (Auswahl)

### Tafelbilder (Auswahl)
- Vom Grund – die Welle (Mischtechnik, 1988; im Bestand der Kunsthalle der Sparkasse Leipzig)[4]
- Das wilde Fleisch der Jäger (Acryl, 1999; im Bestand der Kunsthalle der Sparkasse Leipzig)[5]

### Grafik (Auswahl)
- Mirower Abenteuerspielplatz 3 (Pinselzeichnung, Tusche; 1984; im Bestand des Lindenau-Museums Altenburg/Thüringen)[6]
- Licht! (Chromlithografie, 1986; Bestandteil der Jahresmappe 1986 der Galerie EIGEN + ART; im Bestand des Germanischen Nationalmuseums Nürnberg)[6]
- Tanz der Medusa (Lithografie, 1987; Bestandteil der Jahresmappe 1987 der Galerie EIGEN + ART; im Bestand des Germanischen Nationalmuseums Nürnberg)[6]

### Künstlerbücher (Auswahl)
- Christoph Tannert: Island Report (u. a. mit 9 Original-Farb-Serigraphien; Auflage 100 Ex.)
- Die dritte Haut. Ein originalgrafisches Buch von Künstlern des Leipziger Waldstraßenviertels. (u. a. mit zwei originalgrafischen Lichtdrucken. Auflage 99 Ex.; ARTCO AG Bildende Kunst, Leipzig, 1992)
- Der Ausgleich des Ich-Erzählers (2003; mit eigenen Texten und Bildern)
- Verstrichen in der Gegenwart (2005; mit eigenen Texten und Bildern)

## Einzelausstellungen (unvollständig)
- 1984 Leipzig, Klub & Galerie Nord („Walter Münze, Volker Melchior, Michael Kunert: 3 Künstlergenerationen“)
- 1985 Berlin, Studio Bildende Kunst Berlin-Baumschulenweg (Gouachen)
- 1986 Leipzig, Galerie am Thomaskirchhof (mit Wolfgang Henne und Steffen Volmer)
- 1986 Karl-Marx-Stadt (heute Chemnitz), Galerie Schmidt-Rottluff (mit Wolfgang Henne, Anne Sewc und Steffen Volmer)
- 1989 Schwerin, Galerie Schwerin („Junge Kunst 89“. Mit Steffen Volmer, Jost Giese, und Wolfgang Henne)
- 1991 Leipzig, Galerie am Kraftwerk („Harz: ein deutsches Gebirge; die Reise danach“. Mit Roland Borchers, Wolfgang Henne und Neo Rauch)
- 1992 Hamburg, Hamburger Kunsthalle („Tiefland“. Mit Roland Borchers, Wolfgang Henne und Neo Rauch)
- 1994 Jena, Jenaer Kunstverein („Einhäusig, zweihäusig“. Mit Katrin Kunert)
- 2001 Coburg, Kunstverein Coburg (mit Wolfgang Henne)
- 2013 Frankfurt/Main, Galerie Art Virus („Begegnungen im Zwielicht“)
- 2014/2015 Leipzig, Galerie Leipziger Schule (Malerei)
- 2015 Leipzig, Galerie Leipziger Hof (Malerei)